# 619 (szám)
A 619 (római számmal: DCXIX) egy természetes szám, prímszám.

## A szám a matematikában
A tízes számrendszerbeli 619-es a kettes számrendszerben 1001101011, a nyolcas számrendszerben 1153, a tizenhatos számrendszerben 26B alakban írható fel.
A 619 páratlan szám, prímszám. Normálalakban a 6,19 · 102 szorzattal írható fel.
Pillai-prím.
A 619 négyzete 383 161, köbe 237 176 659, négyzetgyöke 24,87971, köbgyöke 8,52243, reciproka 0,0016155. A 619 egység sugarú kör kerülete 3889,29171 egység, területe 1 203 735,783 területegység; a 619 egység sugarú gömb térfogata 993 483 266,0 térfogategység.
A 619 helyen az Euler-függvény helyettesítési értéke 618, a Möbius-függvényé −1.